# Montclair (California)
Montclair es una ciudad del Condado de San Bernardino, California, Estados Unidos. Según el censo de 2000 tenía una población de 33.049 y en 2005 contaba con 35.474 habitantes.

## Descripción
Montcalir está rodeada por Pomona al oeste, Claremont y Upland al Norte, Ontario al Este y una zona no incorporada de San Bernardino por el Sur. Montclair es parte de la región de Inland Empire en el área de la ciudad de Los Ángeles. La autopista de San Bernardino pasa por el norte de la ciudad.

## Demografía
En el censo del 2000, se registró a 33.049 personas, 8.800 casas y 7.048 familias residiendo en la ciudad. La densidad poblacional es de 2.502,0 hab./km². Existen 9.066 unidades habitacionales y una densidad promedio de 686,4/km². Las razas presentes en la ciudad son 44,77% de blancos, 6,39% de afroamericanos, 0,97% de nativos americanos, 8,13% de asiáticos, 0,31% de isleños del océano Pacífico, 34,62% de otras razas y un 4,81% de dos o más razas. Los latinos de cualquier raza corresponden al 59,98% de la población.
Existen 8.800 dueños de hogar, en donde, un 47,5% tienen niños menores de 18 años viviendo en el núcleo familiar, 56,3% están casados viviendo juntos, un 16,3% poseen una mujer como jefa de hogar sin su marido y un 19,9% no son familias. 15,0% de los todos los jefes de hogar son solteros y un 6,3% poseen un familiar que tenga más de 65 años de edad. La familia promedio es de 4,04 personas.
El ingreso promedio en la ciudad es de $40.797 y el ingreso medio por familia es de $42.815. Los hombres posee un ingreso medio de $30.902 contra un $27.014 de las mujeres. El ingreso per cápita es de $13.556. Cerca del 14,2% de las familias y un 17,4% viven bajo la línea de la pobreza.
| 33,198                     | 33,824 | 34,327 | 34,798 | 35,181 | 35,474 |
| (Fuente: [cita requerida]) |        |        |        |        |        |

## Famosos que han vivido en Montclair
- Charles Roberts.
- Nick Rimando, jugador de fútbol.
- Eddy Martín, actor y cantante.
- Yolanda Pérez, cantante latina.